# Birgit Lindström
Birgit Gunborg Lindström, född 16 juli 1914 i Stiby, död 23 mars 2009 i Höör, var en svensk författare. Lindström skrev romaner, kortare berättelser och dikter, ofta med motiv från sin barndoms Österlen. I dikter och dialoger använde hon ofta den dialekt hon hört sina mor- och farföräldrar använda på 1930-talet.

## Biografi
Birgit Lindström föddes och växte upp i byn Komstad i Stiby församling på Österlen som dotter till stenhuggaren Viktor Mårtensson och hans hustru Berta Lind. Birgit var det äldsta av sex syskon. Sexton år gammal flyttade hon hemifrån för att arbeta som piga i grannbyn Vranarp. Hon stannade där ett år. Därefter följde andra platser som hembiträde, utbildning på Önnestads folkhögskola och kontoristutbildning på Hermods handelsinstitut. 
1936 flyttade Birgit Lindström till Malmö, gifte sig och bildade familj. Under tio år arbetade hon som kontorsbiträde på Skånska luftvärnskåren i Malmö, Lv4. På 1950-talet hade hon kontakt med Ingemar Ingers på Landsmålsarkivet i Lund. Hon tecknade där upp dialektord och läste in texter som hon själv hade skrivit. 

## Författarskap
Som barn lyssnade Birgit Lindström gärna när hennes mor- och farföräldrar berättade om saker de varit med om eller hört. Hon drömde om att själv bli en berättare och började som tonåring att skriva korta historier som hon skickade in till tidningar. Hon blandade sin egen fantasi med sådant som farmor hade berättat. 19 år gammal vann hon första pris i en tävling om spökhistorier som Cimbrishamnsbladet anordnat. Hon fortsatte sedan att få berättelser och dikter publicerade i olika tidningar och tidskrifter.
När hon gift sig och fått barn fick hon mindre tid över för skrivandet men en skrivarkurs på Folkuniversitetet 1953 ledde till att hon året därpå kunde göra bokdebut med romanen I Sparvinge by. Fler böcker följde på 1960-, 1970- och 1980-talen liksom många kortare berättelser och dikter i tidningar och tidskrifter såsom Skånska Dagbladet, Byahornet och Säasä. Hon blev också publicerad i olika antologier med koppling till Skåne.
1982 blev Birgit Lindström invald i Skånska Akademien.
Birgit Lindströms ”berättelser och dikter kretsar kring de enkla vardagsmänniskornas arbete och drömmar och inte minst deras föreställningsvärld. Här finns både humor och allvar” skrev Skånska Dagbladet 1988 när man utsett henne till tidningens kulturpristagare det året. I Skånes litteraturhistoria heter det ”Vardagsliv och lantlig kvinnovärld är hennes viktigaste stoff; humorn i iakttagelserna av ålderdomens levnadskonst och mötena med den moderniserade tillvaron är befriande.”
Hon skrev för det mesta sina berättelser på riksspråk men i dialoger och dikter använde hon ofta den Järrestadsdialekt hon hört sina mor- och farföräldrar tala. Henrik Wranér har nämnts som en litterär förebild liksom Nils Ludvig. Romanen Ullsax och grönbete (1989) är delvis självbiografisk och utspelas i Vranarp där Lindström som sextonåring ju fick sin första plats som piga. Huvudpersonen Hanna läser upp en berättelse för sin matmor Pernilla, som inte tycker om det hon hör:
– Tös, har du fått för dej att apa etter Ola Skomagares Henrik?
Nu tyckte Hanna att det gick för långt.
– Jag har själv satt ihop vart ord, sa hon förnärmad, och jag har inte apat etter nån. Vem var förresten Ola Skomagares Henrik? Är det Henrik Wranér Pernilla menar?
– Ja, han tog sig namnet Wranér sen. [- - -] Och så blev han aldrig heller nånting annat än pasjaseskrivare …